# Dobritsj (stad)
Dobritsj (Bulgaars: Добрич) is een stad in het noordoosten van Bulgarije en de hoofdstad van de gelijknamige oblast. De stad ligt in het centrum van de zuidelijke Dobroedzja en ligt zo'n 30 km van de Zwarte Zeekust, niet ver van badplaatsen als Albena en Baltsjik. Op 31 december 2018 heeft de stad een bevolking van 83.584 inwoners.

## Geschiedenis
De stad werd in de 16de eeuw gesticht door de Ottomaanse koopman Hacıoğlu Pazarcık, wiens naam zij tot 1882 zou dragen. Deze naam leeft nog voort in de Roemeense naam van de stad: Bazargic. De Bulgaren, die de stad in 1878 na hun vrijheidsstrijd tegen de Turken in handen hadden gekregen, doopten Hacıoğlu Pazarcık om in Dobritsj, naar de 14de-eeuwse despoot Dobrotitsa wiens naam ook voortleeft in die van de Dobroedzja.
Tussen 1913 en 1916 en van 1919 tot 1940 behoorde Dobritsj tot Roemenië en heette de stad Bazargic. Na de Tweede Wereldoorlog werd de stad wederom aan Bulgarije toegewezen. Tussen 1949 en 1991 heette de stad Tolboechin, naar de Sovjet-Russische maarschalk Fjodor Tolboechin.

## Bevolking
De bevolking van de stad Dobritsj groeide vrij snel in de eerste helft van de twintigste eeuw. Sinds de val van het communisme daalt het inwonersaantal echter drastisch, vooral vanwege emigratie.
| Jaar            | 1887          | 1910          | 1946    | 1956    | 1965    | 1975    | 1985    | 1989          | 1992    | 2001    | 2011    | 2018    |
| stad Dobritsj   | 10 717        | 17 146        | 30 522  | 42 661  | 55 150  | 86 446  | 109 066 | 130 149       | 117 494 | 100 379 | 91 030  | 83 584  |
| oblast Dobritsj | geen gegevens | geen gegevens | 201 252 | 226 738 | 236 777 | 251 072 | 257 783 | geen gegevens | 232 780 | 215 217 | 189 677 | 173 831 |

#### Religie
Ongeveer 78% van de bevolking behoort tot de Bulgaars-Orthodoxe Kerk. De islam is de tweede grootste religie in de stad Dobritsj met ongeveer 7% van de totale bevolking. Er wonen ook kleine aantallen protestanten (1%) en katholieken (>1%). Ongeveer 5% van de bevolking is ongodsdienstig en de rest heeft geen antwoord gegeven op de optionele vraag van de volkstelling van 2011.

## Geboren
- Kadriye Nurmambet (1933-2023), folklorist en volkszangeres
- Antonia Parvanova (1962), politica
- Ljoeboslav Penev (1966), voetballer en voetbalcoach
- Krasimir Vasiliev (1974), wielrenner
- Miroslav Kostadinov (1976), zanger